# .co
.co는 콜롬비아의 인터넷 국가 코드 최상위 도메인이다.

## 2차 도메인
- com.co - 상업
- org.co - 단체
- edu.co - 교육
- gov.co - 정부
- net.co - 네트워크 인프라
- mil.co - 군사
- nom.co - 개인